# Dryopteris fragrantiformis
Dryopteris fragrantiformis är en träjonväxtart som beskrevs av Nikolai Nikolaievich Tzvelev. Dryopteris fragrantiformis ingår i släktet Dryopteris och familjen Dryopteridaceae. Inga underarter finns listade.